# WiMAX
WiMAX (Worldwide Interoperability for Microwave Access) – technika bezprzewodowej, radiowej transmisji danych. Została oparta na standardach IEEE 802.16 i ETSI HiperLAN. Standardy te stworzono dla szerokopasmowego, radiowego dostępu na dużych obszarach. Standardy te określają informacje dotyczące konfiguracji sprzętu tak, aby urządzenia różnych dostawców pracowały na tych samych konfiguracjach, tj. aby wzajemnie ze sobą współpracowały. W 2009 roku pojawiły się informacje, że największe światowe sieci komórkowe rezygnują z tej techniki na rzecz stopniowej migracji do sieci standardu LTE.
W 2011 roku został dopracowany standard IEEE 802.16e zyskując mobilność zaś w 2012 roku cena urządzeń końcowych spadła na tyle, że technologia WiMax wróciła do łask, stała się atrakcyjna i zaczęła być stosowana przez operatorów. Pojawiły się również dualne stacje WiMAX-LTE, pracujące w obydwu tych standardach z niemal jednakową przepustowością maksymalną (różnica rzędu 3–5%).
Od początku powstawania technologii WiMAX możemy wyróżnić kilka standardów, ewoluujących w miarę upływającego czasu:
- IEEE 802.16 – był to pierwszy etap powstawania ww. technologii zaakceptowany w 2001 roku. Działał w paśmie częstotliwości od 10 do 66 GHz. Pasmo to stworzyło jednak znaczne ograniczenia, których największą bolączką było ograniczenie widoczności optycznej. Wymagane było bezpośrednie pole widzenia (LOS – Line of Sight). Sprawiło to częsty brak łączności w terenach zabudowanych. Drugim mankamentem był również sam koszt opłacenia tak dużego pasma częstotliwości.
- IEEE 802.16a – najważniejszym elementem przemiany standardu była zmiana pasma częstotliwości na zakres od 2 do 11 GHz. Zaletą zmian było niewątpliwie to, iż nie wymagane było już bezpośrednie pole widzenia (NLOS). Projekt został zaakceptowany w 2003 roku. Standardy IEEE 802.16b oraz IEEE 802.16c były uzupełnieniem tego standardu i również zostały wprowadzone w 2003 roku
- IEEE 802.16d – jest dopełnieniem standardu 802.16a. Wprowadzone zostały m.in. separacja antenowa oraz podział na podkanały. Standard obowiązywał od 2004 roku. Nie pozwalał jednak na dostęp mobilny.
- IEEE 802.16e – aktualnie stosowany standard, który wszedł w 2007 roku. W 2011 roku w pełni dopracowano mobilność dostępu, który jest dostępny nawet podczas poruszania się z prędkością do 120 km/h. Opracowano również urządzenia o asymetrycznej budowie, co sprawiło, iż dostęp zapewniony został poprzez palmtopy, laptopy, czy telefony komórkowe. Mobilna wersja WiMax nosi nazwę WiBro i obecnie jest dostępna w Korei Południowej i Irlandii oraz Polsce. Komercyjne sieci 802.16e działają już na całym świecie, szczególnie w trudno dostępnych (np. górzystych) regionach. Pierwszym producentem który zaoferował telefony GSM/UMTS/WiMAX było HTC.
- IEEE 802.16m-2011 – najnowszy, ratyfikowany w 2011 roku standard WiMAX, zwany również Mobile WiMAX Release 2. Będzie on umożliwiał osiąganie transferu nawet do 1 Gbit/s dla połączeń stacjonarnych oraz do 100 Mbit/s dla połączeń mobilnych.

## Zasięg oraz szybkość łącza WiMAX
Określa się, iż maksymalna przepustowość technologii WiMAX zbliżona jest do 75 Mb/s. Aby ją uzyskać odbiornik nie może być umieszczony dalej, niż 10 km od nadajnika. Praktyczna przepustowość technologii WiMAX w Polsce wynosi niestety do 4 Mb/s jest to spowodowane dystrybutorami internetu posługującymi się tą technologią (Netia i T-Mobile). Jednak sama technologia może działać aż do 50 km od nadajnika, co stanowi potężną konkurencję dla usług kablowego dostępu. Praktyczny zasięg sieci w technologii WiMAX przy zastosowaniu anten Alvarion (stosowany w Polsce) wynosi 30 km jeśli stacja bazowa i antena odbiorcza są w zasięgu linii widoczności (LoS) i nie ma przeszkód w tzw. pierwszej strefie Fresnela, a 12 km uwzględniając wszelkie przeszkody terenowe, najbliższa przeszkoda terenowa (drzewa, góry, linie energetyczne) powinna znajdować się co najmniej 25 m od anteny, w przeciwnym razie połączenie będzie zrywane.

## Zalety i wady
Przede wszystkim jest to dostęp bezprzewodowy, zatem niepotrzebna jest droga infrastruktura, aby wdrożyć to rozwiązanie. Widoczną zaletą jest również bardzo duża szybkość oraz znaczny zasięg działania technologii, uniezależniony od warunków atmosferycznych oraz niewielkich przeszkód w postaci budynków czy drzew. Zastosowane rozwiązania umożliwiają akceptowalną jakość transmisji także przy braku linii widoczności i odbieraniu sygnału odbitego np. od budynku. Jest więc to idealne rozwiązanie dla osób, które dotychczas nie mogły korzystać z sieci przewodowych z powodu zbyt dużej odległości od centrali, lub jej braku w okolicy, a jednocześnie zamieszkują na obszarze niskiej zabudowy.
Również WiMAX nie jest pozbawiony wad. Obecnie drogi jest jeszcze zakup modemu do przetwarzania sygnału. Również bolączką w związku ze standardem IEEE 802.16a jest brak mobilności dostępu do sygnału. Największy problem tej technologii, to utrata szybkości przesyłania danych wraz ze wzrostem odległości od nadajnika. Im dalej, tym mniejszą przepustowość można uzyskać. Zwykle promień działania technologii szacuje się na około 3–5 km w warunkach NLoS (odbiór sygnału odbitego) do 10–30 km w warunkach LoS (bezpośrednia widoczność), a szybkość transmisji danych często nie przekracza 2 Mb/s przy średnim opóźnieniu RTD przekraczającym 75 ms.

## Użytkownicy
WiMAX 802.16e jest technologią, która w głównym zamyśle pozwala na zapewnienie dostępu do Internetu w urządzeniach stacjonarnych i mobilnych, jako alternatywa świadczenia tej usługi w sposób przewodowy.

## WiMAX a usługi 3G
Usługi trzeciej generacji tworzone były głównie z zamysłem rozmów głosowych, wideorozmów. WiMAX jest głównie nastawiony na przenoszenie danych, szerokopasmowy dostęp, jednak jego mobilność dalej stoi w martwym punkcie. Przede wszystkim operatorzy nie posiadają jeszcze umów na świadczenie tego typu usług między sobą, co utrudnia mobilność tego systemu. Według analityków WiMAX wraz z usługami 3G będzie stanowił doskonałe uzupełnienie, zamiast konkurować raczej będzie współgrał, choć niewykluczone, iż w przyszłości, jeśli dalej się rozwinie, będzie to doskonałe źródło dostępu drogą bezprzewodową i w sposób mobilny.

## Zastosowanie
WiMAX jest technologią umożliwiającą budowę bezprzewodowych miejskich sieci komputerowych (MAN), a także rozległych obszarów usługowych, wykorzystywanych na przykład do świadczenia usług szerokopasmowego, bezprzewodowego dostępu do Internetu dla klientów indywidualnych i biznesowych. Aktualnie (od wersji 802.16e) standard zapewnia mobilność dostępu.

## WiMAX w Polsce
Pierwszym w Polsce producentem urządzeń WiMAX była firma Ente z siedzibą w Gliwicach. Opracowane przez tę firmę prototypy urządzeń E!MAX obejmowały jedno- i wielosektorowe stacje bazowe oraz urządzenia klienckie.
Obecnie jedynym w Polsce producentem urządzeń w technologii WiMAX jest firma WASKO S.A.
Pierwszą w Polsce niekomercyjną sieć regionalną opartą na technologii preWiMAX (Worldwide Interoperability for Microwave Access) zbudował Crowley Data Poland, obecnie CDP Netia, dostawca rozwiązań transmisji danych i głosu. W maju 2005 r. firma zakończyła wdrożenie na terenie podwarszawskiej gminy Zielonka. Urząd Miejski korzysta z systemu obiegu dokumentów, dzieci w szkołach – Internetu, a policja – z systemu monitorowania wizyjnego miasta. Centrum systemu monitorowania wizyjnego znajduje się w miejscowym komisariacie policji.
Na podstawie wydanych licencji przez URTiP w Polsce technologię tę od października 2005 uruchomił komercyjnie NASK. Na koniec 2006 r. NASK posiadał stacje w 5 miastach m.in. w Warszawie, czy Poznaniu. Na koniec 2006 roku usługi w Gdańsku i Warszawie świadczył także Exatel.
Netia dysponuje najbardziej rozbudowaną infrastrukturą WiMAX w Polsce (ponad 100 stacji bazowych na terenie kraju) i dostarcza dostęp do internetu ponad 19 000 klientów. Zasięg technologii WiMAX można sprawdzić na mapach dostępnych na stronach internetowych Netii.
Pierwszą komercyjną i działającą w obrębie dużego miasta sieć bezprzewodową w oparciu o standard WiMAX 802.16-2004 uruchomiła w Bielsku-Białej 4 sierpnia 2005 roku firma SferaNET. Rozwiązanie zapewnia bezprzewodowy dostęp do Internetu w promieniu 30 km od nadajnika. Na dzień obecny zostały uruchomione kolejne stacje WiMAX w Czechowicach-Dziedzicach i Żywcu.
1 stycznia 2006 roku urządzenia pracujące w standardzie WIMAX zostały uruchomione przez firmę P.T.I. ALGO w Radomiu, obecnie operator ten dysponuje 3 stacjami i świadczy usługi w promieniu 20 kilometrów do Radomia.
Pierwszym samorządem w Polsce, który uruchomił w 2006 roku własną infrastrukturę na certyfikowanych urządzeniach, jest Powiat Lubaczowski – obecnie posiada on 6 stacji bazowych obejmujących swym zasięgiem blisko 99% powiatu i podłączonych jest ponad 3000 użytkowników.
15 stycznia 2009 roku swoją sieć bezprzewodową WiMAX uruchomiła Polska Telefonia Cyfrowa, operator sieci Era. W chwili obecnej operator posiada już ponad 180 stacji bazowych rozlokowanych na stacjach bazowych na terenie całego kraju.
17 czerwca 2009 roku firma Alcatel-Lucent we współpracy z Urzędem Miejskim w Gdańsku, Politechniką Gdańską i Intelem uruchomiły pilotażową, pierwszą w Polsce radiową sieć dostępu do szerokopasmowego internetu Mobile WiMAX (802.16e).
W roku 2008 Urząd Komunikacji Elektronicznej ogłosił w całym kraju szereg przetargów na częstotliwości z zakresu 3600–3800 MHz przeznaczonych pod technologie WiMAX. Przetargi te były adresowane do samorządów lokalnych oraz małych przedsiębiorstw. Spotkało się to z dużym zainteresowaniem samorządów, które wystartowały w tych przetargach. Do tej pory decyzje o rezerwacji częstotliwości uzyskało województwo kujawsko-pomorskie (we wszystkich trzech obszarach przetargowych) oraz województwo dolnośląskie i miasta Gorzów Wielkopolski oraz Zielona Góra. Częstotliwości te będą podstawą do budowy struktury szerokopasmowej, która będzie likwidować efekt wykluczenia cyfrowego w tych regionach.
Od grudnia 2010 roku szczecińska firma eWi na terenie województwa zachodniopomorskiego (w 2012 r. pracują nadajniki w Stargardzie, Pyrzycach, Szczecinie (Gumieńce), Mierzynie, Koszalinie, Kołobrzegu, Białogardzie, Drawsku Pomorskim, Złocieńcu, Gryfinie, Wałczu, Choszcznie i Chojnie) rozwija komercyjną sieć dostępu do szerokopasmowego internetu Mobile WiMAX (802.16e)
W 2012 roku firma Z.A.E. FERLAB z siedzibą w Białej Podlaskiej uruchomiła 5 stacji bazowych WiMax, zgodnych ze standardem IEEE 802.16e. W zasięgu stacji zapewniających łączną zagregowaną przepustowość ponad 200 Mbit/s znajdują się: miasto Biała Podlaska oraz Gmina Biała Podlaska.